# Neyyattinkara
Neyyattinkara (malabar: നെയ്യാറ്റിൻകര) es una ciudad del estado indio de Kerala perteneciente al distrito de Thiruvananthapuram.
En 2011, el municipio que formaba la ciudad tenía una población de 70 850 habitantes, siendo sede de un taluk con una población total de 880 986 habitantes. El taluk comprende los siguientes gram panchayat: Anavoor, Athiyannur, Balaramapuram, Chenkal, Kanjiramkulam, Karode, Karumkulam, Kollayil, Kottukal, Kulathoor, Kunnathukal, Neyyattinkara, Pallichal, Parassala, Parasuvaikkal, Perumkadavila, Perumpazhuthoor, Poovar, Thirupuram, Vellarada, Vizhinjam.
La ciudad se desarrolló en el siglo XVIII en torno a un templo dedicado a Krishna, que fue construido por Marthanda Varma, rey de Travancore que se escondió de sus enemigos en el hueco de una nanjea que aún se conserva dentro del templo. Antes de esto, el área era conocida como "Thenganad".
Se ubica a orillas del río Neyyar unos 20 km al sureste de la capital distrital Thiruvananthapuram, sobre la carretera 66 que lleva a Nagercoil.

## Clima
| Parámetros climáticos promedio de Neyyattinkara                         | Parámetros climáticos promedio de Neyyattinkara | Parámetros climáticos promedio de Neyyattinkara | Parámetros climáticos promedio de Neyyattinkara | Parámetros climáticos promedio de Neyyattinkara | Parámetros climáticos promedio de Neyyattinkara | Parámetros climáticos promedio de Neyyattinkara | Parámetros climáticos promedio de Neyyattinkara | Parámetros climáticos promedio de Neyyattinkara | Parámetros climáticos promedio de Neyyattinkara | Parámetros climáticos promedio de Neyyattinkara | Parámetros climáticos promedio de Neyyattinkara | Parámetros climáticos promedio de Neyyattinkara | Parámetros climáticos promedio de Neyyattinkara |
| Mes                                                                     | Ene.                                            | Feb.                                            | Mar.                                            | Abr.                                            | May.                                            | Jun.                                            | Jul.                                            | Ago.                                            | Sep.                                            | Oct.                                            | Nov.                                            | Dic.                                            | Anual                                           |
| ----------------------------------------------------------------------- | ----------------------------------------------- | ----------------------------------------------- | ----------------------------------------------- | ----------------------------------------------- | ----------------------------------------------- | ----------------------------------------------- | ----------------------------------------------- | ----------------------------------------------- | ----------------------------------------------- | ----------------------------------------------- | ----------------------------------------------- | ----------------------------------------------- | ----------------------------------------------- |
| Temp. máx. media (°C)                                                   | 29.9                                            | 30.7                                            | 31.7                                            | 31.8                                            | 31.3                                            | 29.1                                            | 28.6                                            | 28.9                                            | 29.3                                            | 29.3                                            | 29.1                                            | 29.3                                            | 29.9                                            |
| Temp. media (°C)                                                        | 26.1                                            | 26.9                                            | 28.1                                            | 28.6                                            | 28.2                                            | 26.5                                            | 25.9                                            | 26.2                                            | 26.5                                            | 26.5                                            | 26.2                                            | 26                                              | 26.8                                            |
| Temp. mín. media (°C)                                                   | 22.4                                            | 23.2                                            | 24.5                                            | 25.4                                            | 25.2                                            | 23.9                                            | 23.3                                            | 23.5                                            | 23.7                                            | 23.7                                            | 23.4                                            | 22.7                                            | 23.7                                            |
| Precipitación total (mm)                                                | 19                                              | 27                                              | 52                                              | 144                                             | 248                                             | 457                                             | 336                                             | 222                                             | 201                                             | 290                                             | 205                                             | 55                                              | 2256                                            |
| Días de lluvias (≥ 1 mm)                                                | 1                                               | 2                                               | 3                                               | 8                                               | 10                                              | 19                                              | 17                                              | 14                                              | 11                                              | 12                                              | 8                                               | 3                                               | 108                                             |
| Fuente n.º 1: Climate-Data.org                                          |                                                 |                                                 |                                                 |                                                 |                                                 |                                                 |                                                 |                                                 |                                                 |                                                 |                                                 |                                                 |                                                 |
| Fuente n.º 2: Weatherbase Trivandrum, India for sunshine and rainy days |                                                 |                                                 |                                                 |                                                 |                                                 |                                                 |                                                 |                                                 |                                                 |                                                 |                                                 |                                                 |                                                 |